# 에치고평야

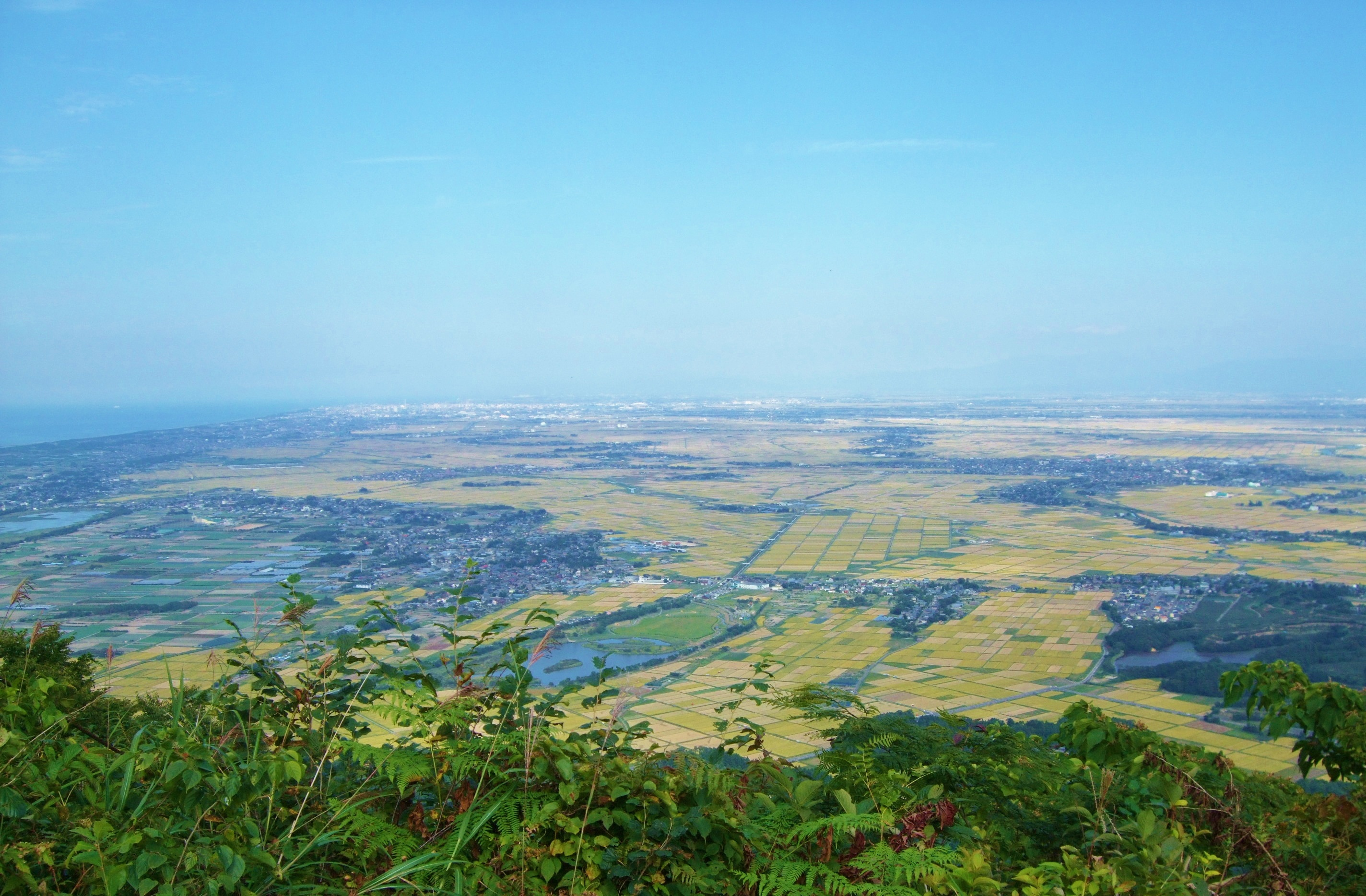
에치고 평야의 서쪽에 있는 가쿠다산 정상으로부터의 조망

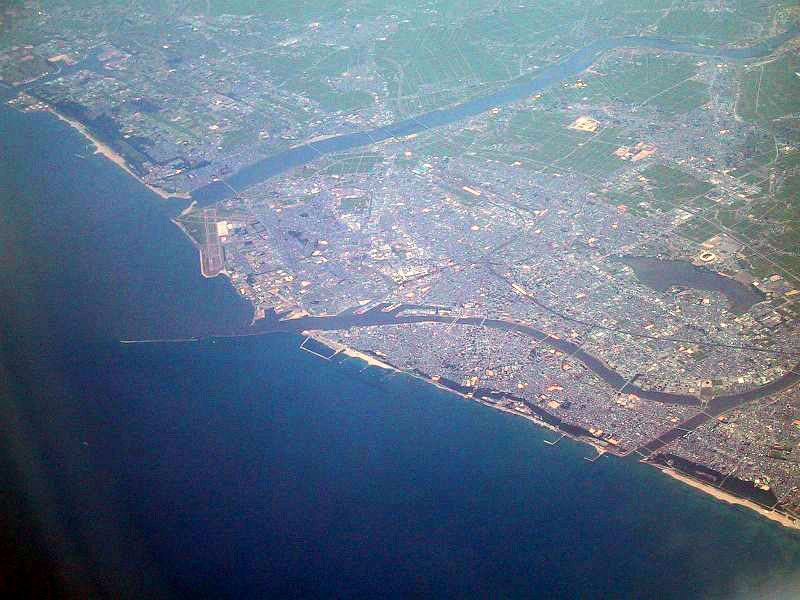
평야를 흐르는 시나노강과 아가노강 하구(니가타시 중심부)

에치고 평야 주변의 지형도

에치고 평야(越後平野 에치고헤이야(えちごへいや)[*])는 니가타현 중부에서 북반(北半)으로 뻗치는 충적 평야이다. 시나노강과 아가노강에 의해서 형성되었다. 미고지(微高地) 선상지나 자연제방 외에도 사구가 분포하고 있다.
니가타 평야(新潟平野 니가타헤이야(にいがたへいや)[*])나 간바라 평야(蒲原平野 간바라헤이야(かんばらへいや)[*])라고도 한다. 그러나 니가타 평야를 간바라 평야의 상위 개념으로 하여, 간바라 평야를 하류부의 오코즈 분수(-分水, 신시나노강) 이북의 충적 평야로 한정하는 경우도 있다.

## 개요

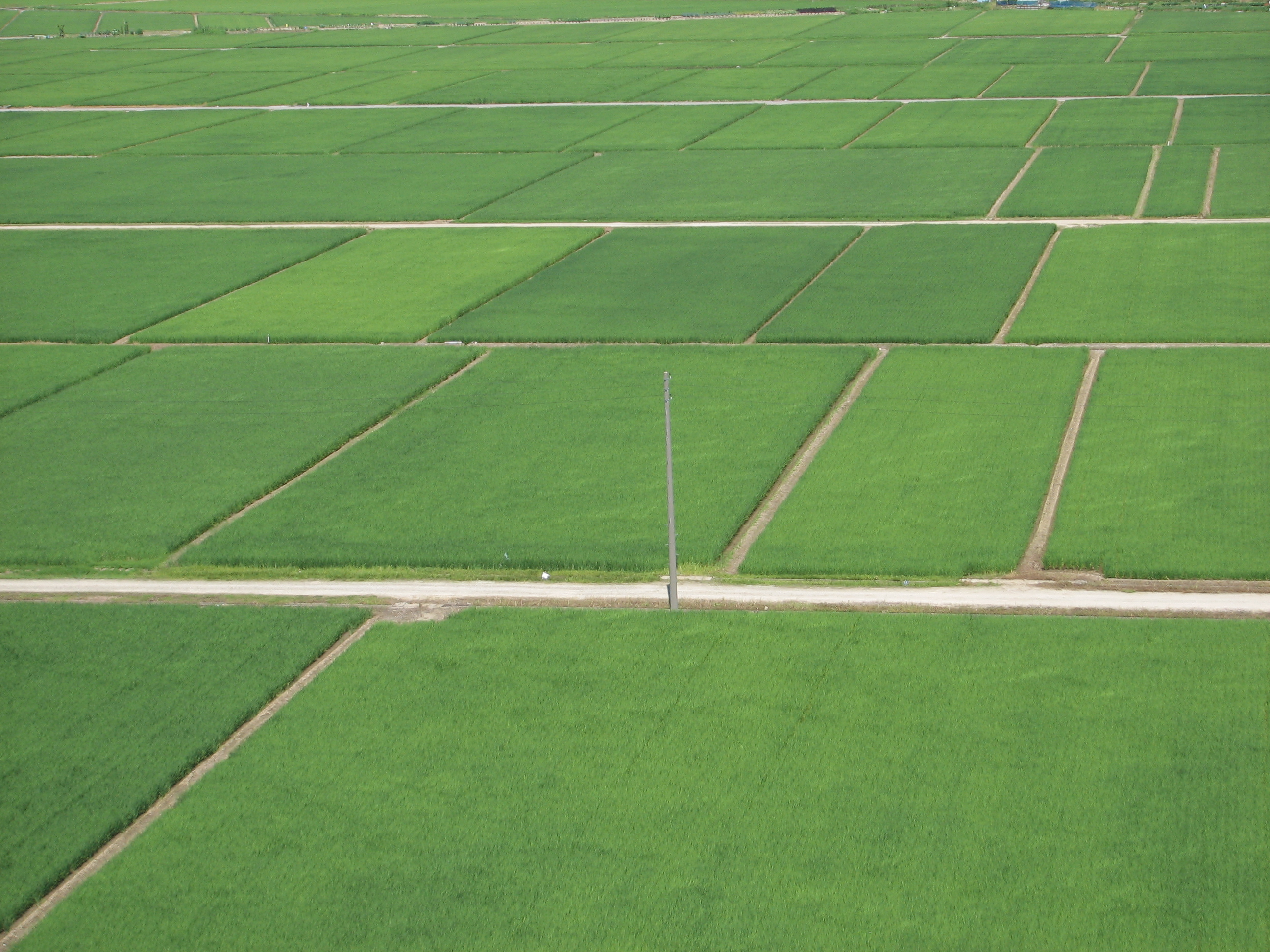
에치고평야의 벼농사 풍경

니가타 평야는 남북으로 약 60km, 동서로 약 25km에 걸쳐서 펼쳐져 있는 충적 평야로 면적은 약 2,070km2이다. 평야의 서쪽은 니시야마 구릉과 가쿠다 산지·야히코 산지로, 동쪽은 히가시야마 구릉과 니쓰 구릉·사사카미 구릉·고즈 연봉·구시가타 산맥으로 둘러싸여 있다. 지형적으로는 평야 북부에 다이나이강과 가지강에 의해 형성된 선상지가 있지만, 평야 전체에 걸쳐 선상지가 발달한 것은 아니다.
해안에는 대규모의 니가타 사구가 발달하였고, 그 안쪽에는 수많은 석호가 있다. 강의 유로(流路)가 일정하지 않기 때문에 자연제방이 많은 편이다.
17세기 중반에 어지럽게 흐르는 물줄기를 정비하여 물길의 안정을 꾀했다. 이후 1730년(교호 15) 마쓰가사키 분수(分水), 1830년(분세이 13년)의 신카와강 굴착, 1908년(메이지 41) 가지강 분수, 1922년(다이쇼 11) 오코즈 분수 등이 추진되면서 수해 방지가 도모되었으며 그와 동시에 하류의 개발이 진척되었다. 그렇지만 1950년대까지는 광대한 저습 지대였고, 1948년(쇼와 23) 구리노키 배수펌프장이 정비되고 간척과 경지 정리가 이루어지면서 건답(乾畓)이 펼쳐진 곡창 지대가 되었다.
1950년대 이후로는 석유나 수용성 천연가스 채취도 시작되었다. 니쓰 유전은 일본 제일의 산유량을 자랑한다. 한편 1954년(쇼와 24) 경부터는 연안부를 중심으로 수용성 천연가스의 채취에 의한 지반 침하가 문제화되었으며 시나노강 하구에서 약 2m, 도야노 석호 주변에서 40cm 내지 80cm 정도의 침하가 발견되었다. 이에 해발 0미터 지대도 출현하게 되었다.
하류부에는 도야노 석호·후쿠시마 석호·사카타 석호 등의 석호가 남아 있다.

## 지질학적 발견
에치고 평야는 니가타-고베 왜곡집중대의 구조 운동에 강한 영향을 받고 있는 지역으로, 특히 침강 운동의 영향을 크게 받는다. 그렇기 때문에 최대 두께가 약 150m에 이르는 충적층이 형성되었다. 그러나 시나노강 유역과 아가노강 유역은 평야의 형성 양식, 즉 퇴적물의 공급 방식에 큰 차이가 있다. 시나노 강 유역의 니시칸바라 지역은 약 8000년 전에 사로마호와 같은 석호가 형성되었는데, 이것이 시나노 강에서 온 퇴적물로 메꾸어지며 형성되었다. 반면에 아가노 강 유역은 조몬 해진 때부터 상류의 누마자와 화산 등에서 온 토사가 퇴적되어 형성되었다. 대규모 퇴적은 약 5350년 전에 일어났다. 화쇄류 분화에 의해 다다미강이 막혔다가 터졌고, 이는 분출원으로부터 약 150km 하류의 평야까지 도달했다.

## 기후
시나노강 하류 등의 평야는, 겨울에 눈이 내리는 동해측 기후에 속한다. 그러나 시나노강의 중류부나 상류부에 비하면 적설량은 적다. 연평균 강우량은 1,900mm에서 2,200mm로 많은 편이며 장마전선이나 추우전선, 태풍에 의한 호우도 자주 발생한다.

## 갤러리

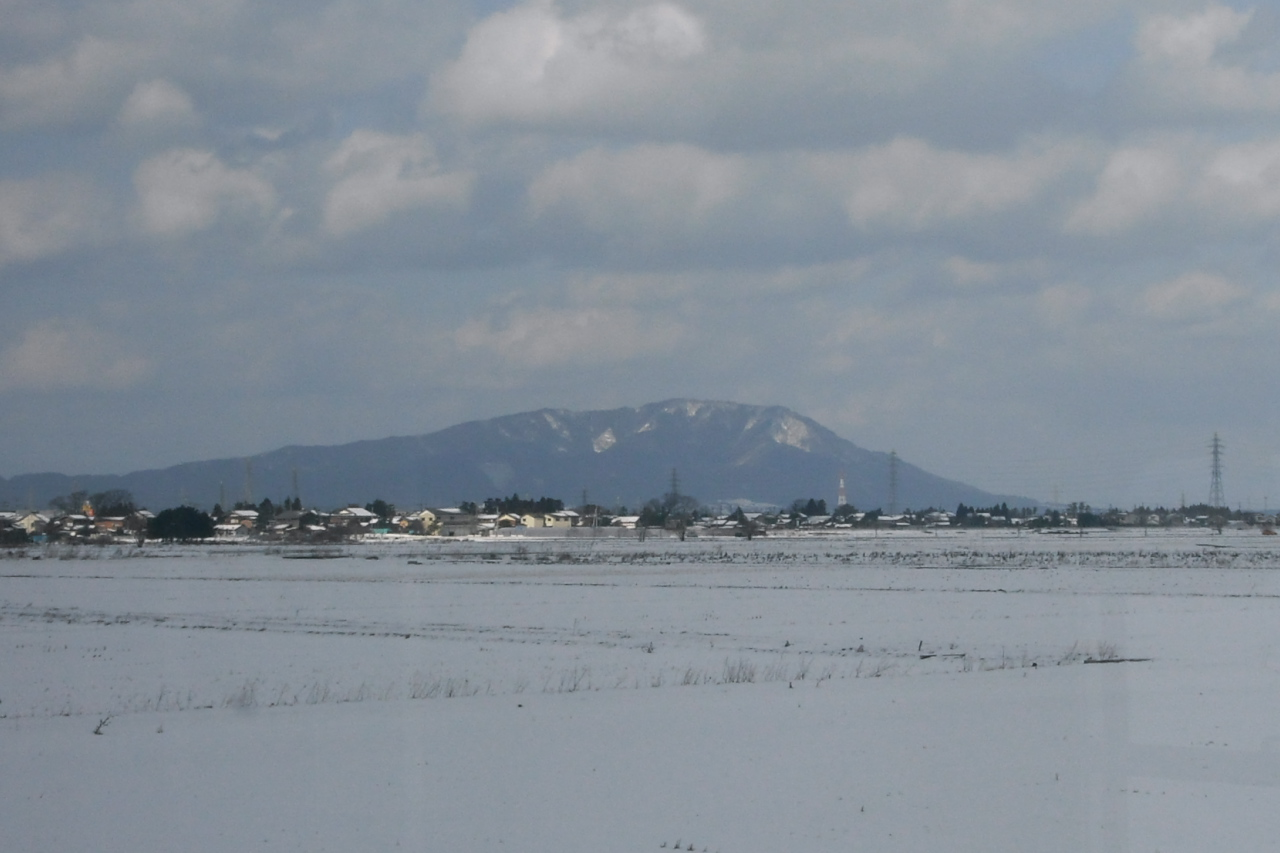
겨울의 에치고 평야. 멀리 가쿠다산이 보인다.
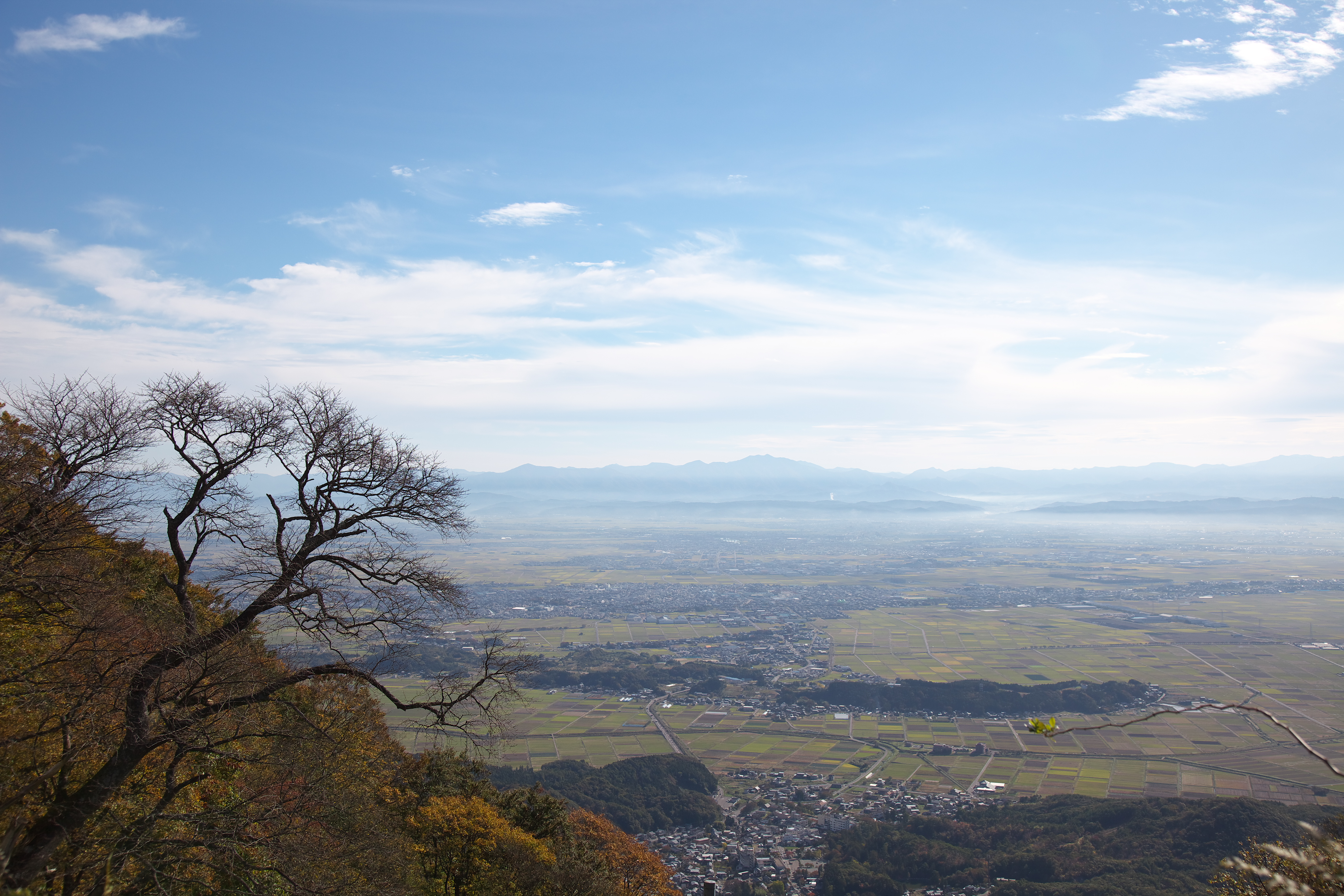
야히코산 정상에서 본 에치고 평야
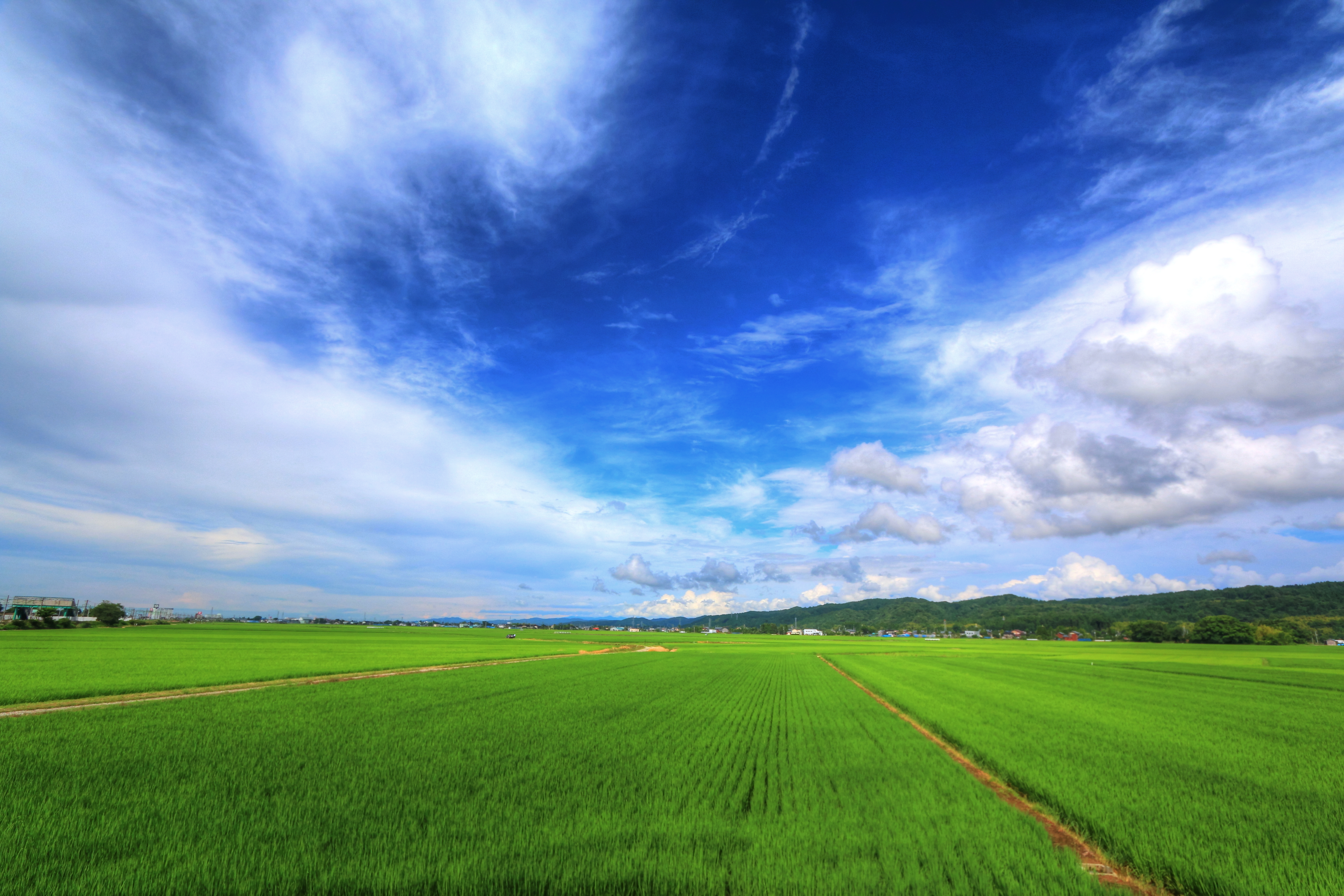
에치고 평야의 논농사 풍경(도코지역 부근)
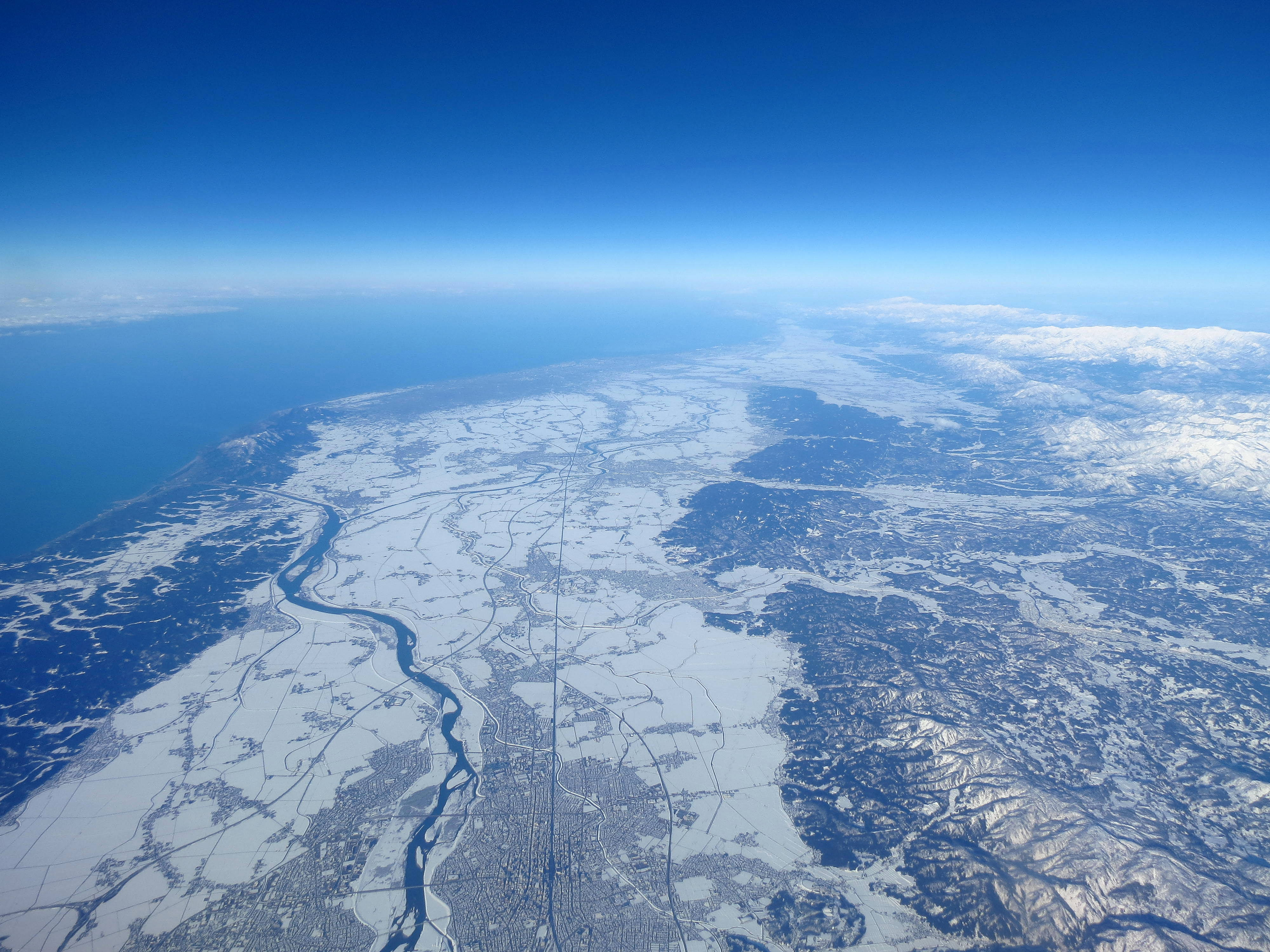
겨울의 에치고 평야. 나가오카시 부근. 가운데 왼쪽을 흐르는 것은 시나노강이다.
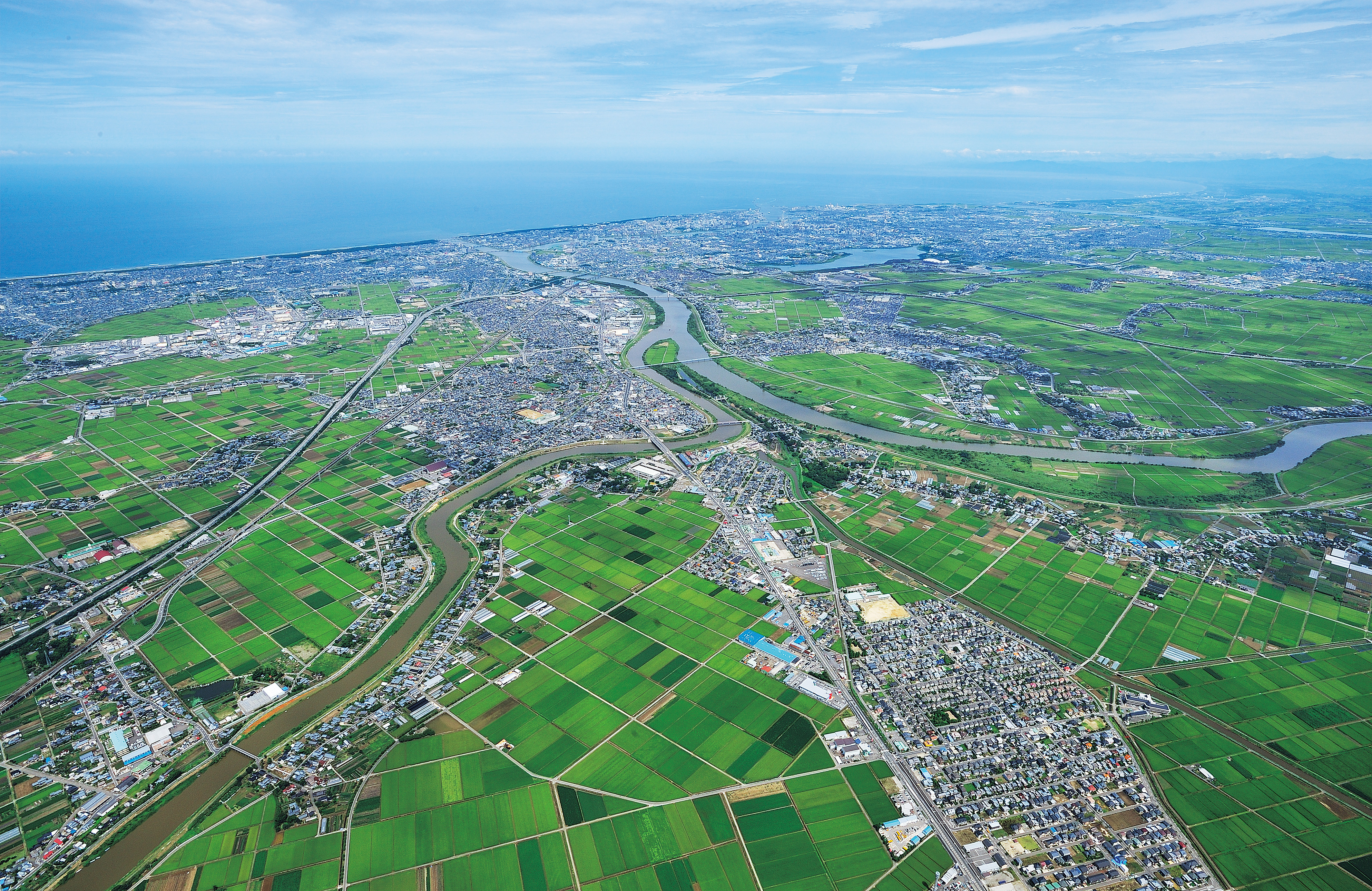
자연제방을 끼고 옛부터 발달한 촌락과 배후 습지가 있는 신흥주택지(니가타시 교외)

## 같이 보기
- 니가타시의 지리
- 니가타 사구
- 오코즈 분수